# L'Homme du hasard
L'Homme du hasard est une pièce de théâtre de Yasmina Reza, créée le 19 septembre 1995, au Théâtre Hébertot à Paris. Elle a été éditée aux éditions Albin Michel en novembre 2009.

## Distribution pour la création
- Françoise Fabian : la femme
- Michel Aumont : l'homme
- Mise en scène : Patrice Alexsandre
- Assistante à la mise en scène : Geneviève Thénier
- Décor : Charles Matton
- Costumes : Miruna Boruzescu
- Son : Brice Lebourg
- Lumière : Dominique Bruguière

## Autres mises en scène
- 2001 : Catherine Rich et Philippe Noiret, mise en scène de Frédéric Bélier-Garcia au Théâtre de l'Atelier
- 1995 : une adaptation radiophonique de Radio France, diffusée pour la première fois le 14 janvier 1995. Réalisation de Catherine Lemine. Interprétation Jeanne Moreau et Michel Piccoli. Ce texte de Yasmina Reza, L'Homme du hasard, avant d'être créé sur scène en septembre 1995 au Théâtre Hébertot, avec pour interprètes Françoise Fabian et Michel Aumont, fut enregistré pour la radio un an plus tôt par Jeanne Moreau et Michel Piccoli.